# NGC 6923
NGC 6923 é uma galáxia espiral barrada (SBb) localizada na direcção da constelação de Microscopium. Possui uma declinação de -30° 49' 55" e uma ascensão recta de 20 horas, 31 minutos e 39,0 segundos.
A galáxia NGC 6923 foi descoberta em 31 de Julho de 1834 por John Herschel.